# 8589 Stellaris
8589 Stellaris è un asteroide della fascia principale. Scoperto nel 1960, presenta un'orbita caratterizzata da un semiasse maggiore pari a 2,2055815 UA e da un'eccentricità di 0,0721832, inclinata di 3,18591° rispetto all'eclittica.